# Holden WM Statesman
O WM Statesman é um sedan de porte grande da Holden.